# سن بهادل
سن بهادل، روستایی در دهستان سیدعباس بخش مرکزی شهرستان کرخه در استان خوزستان ایران است.

## جمعیت
بر پایه سرشماری عمومی نفوس و مسکن در سال ۱۳۹۵، جمعیت این روستا برابر با ۱٬۴۰۹ نفر (۳۷۰ خانوار) بوده‌است.